# Richard Heuberger der Ältere

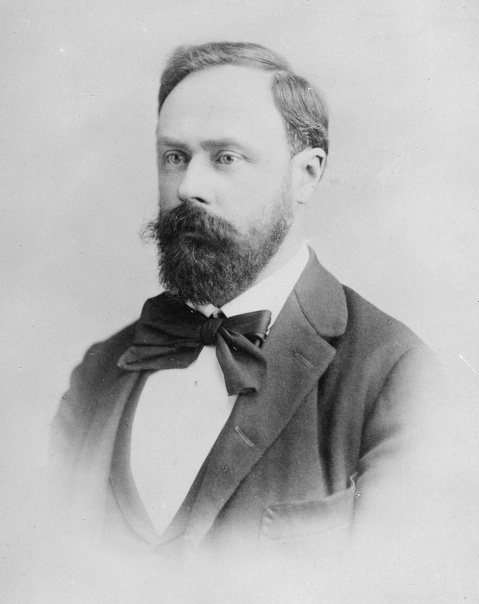
Aufnahme von Auguste Wimmer, 1894

Richard Franz Joseph Heuberger der Ältere (* 18. Juni 1850 in Graz; † 28. Oktober 1914 in Wien) war ein österreichischer Komponist, Dirigent, Musikpädagoge und Musikjournalist.

## Leben
Nach seiner Schulzeit begann er seine berufliche Laufbahn auf dem Gebiet des Ingenieurwesens, entschied sich im Alter von 27 Jahren aber für einen Wechsel in die Musik. Er studierte am Konservatorium in Graz und wurde nach erfolgreichem Abschluss 1902 mit der Leitung des Akademischen Gesangvereins in Wien betraut. Später übernahm Heuberger auch die Direktion der Wiener Singakademie. Von 1902 bis 1909 lehrte er außerdem am Konservatorium der Gesellschaft der Musikfreunde in Wien.
Richard Heuberger machte sich auch als Musikkritiker verschiedener Zeitungen einen Namen, zunächst beim Neuen Wiener Tagblatt, danach ab 1899 bei der Allgemeinen Zeitung (München). Im Jahre 1896 übernahm er die Nachfolge Eduard Hanslicks als Musikkritiker bei der Wiener Neuen Freien Presse. Nebenher war er als freier Journalist, ab 1904 Redakteur und Herausgeber u. a. der Neuen Musikalischen Presse, tätig. Er verstarb 1914 in Wien und ist in der Hinterbrühl begraben.
Sein kompositorisches Schaffen umfasst Opern, Ballette, Operetten, Lieder, Chöre sowie weitere Instrumentalkompositionen. Als sein bekanntestes Werk gilt die Operette Der Opernball (Libretto von Victor Léon).
Heuberger war Freimaurer. Er wurde 1904 in die Loge Zukunft in Pressburg (heute Bratislava) aufgenommen. Sein Bürge war der Pianist Alfred Grünfeld.
1955 wurde die Heubergergasse in Wien-Hietzing ihm zu Ehren benannt. 1956 wurde sein Grab am Hinterbrühler Friedhof in ein Ehrengrab umgewandelt.
Der Historiker Richard Heuberger der Jüngere war sein Sohn.

## Werke (Auswahl)

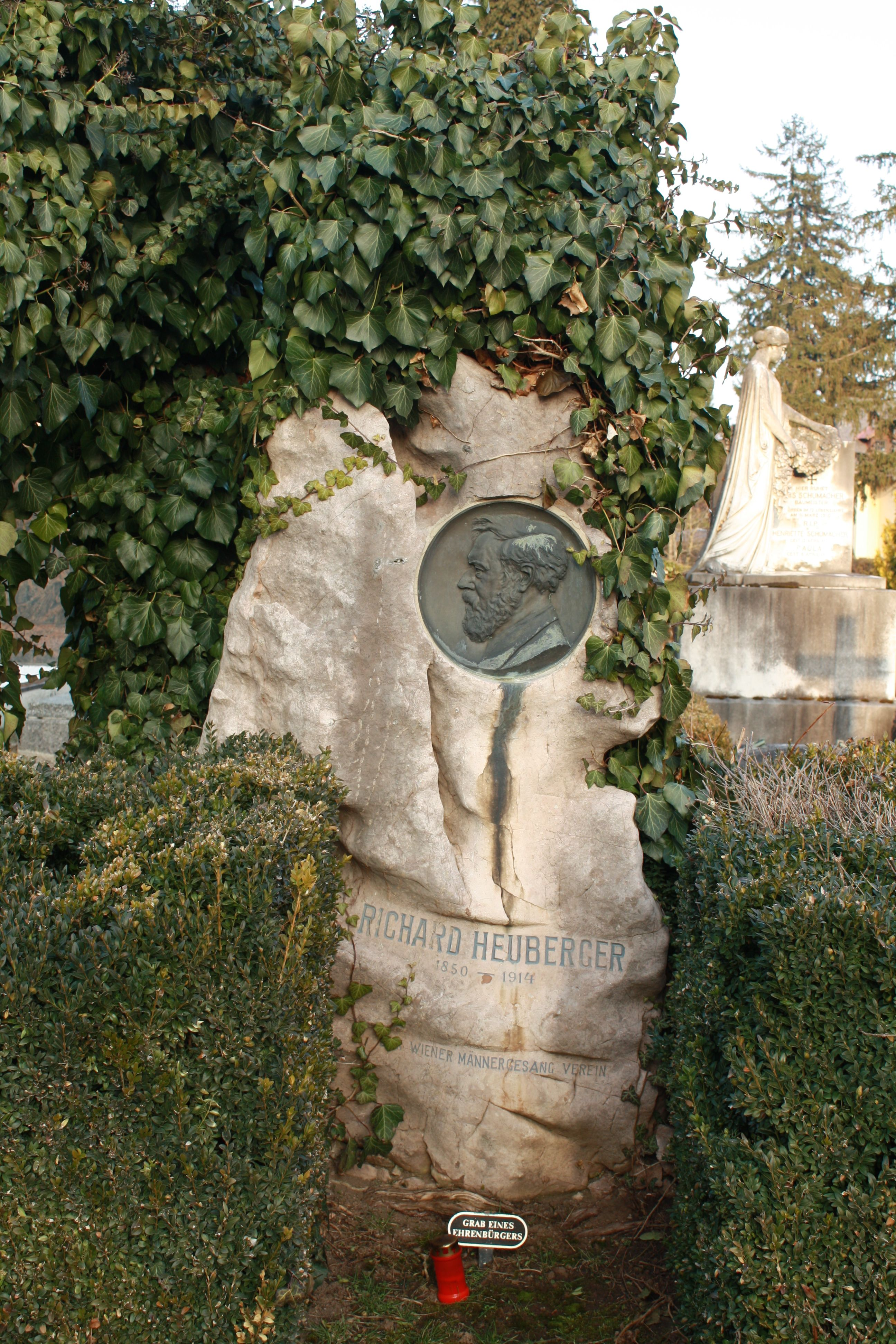
Grabmal am Hinterbrühler Friedhof

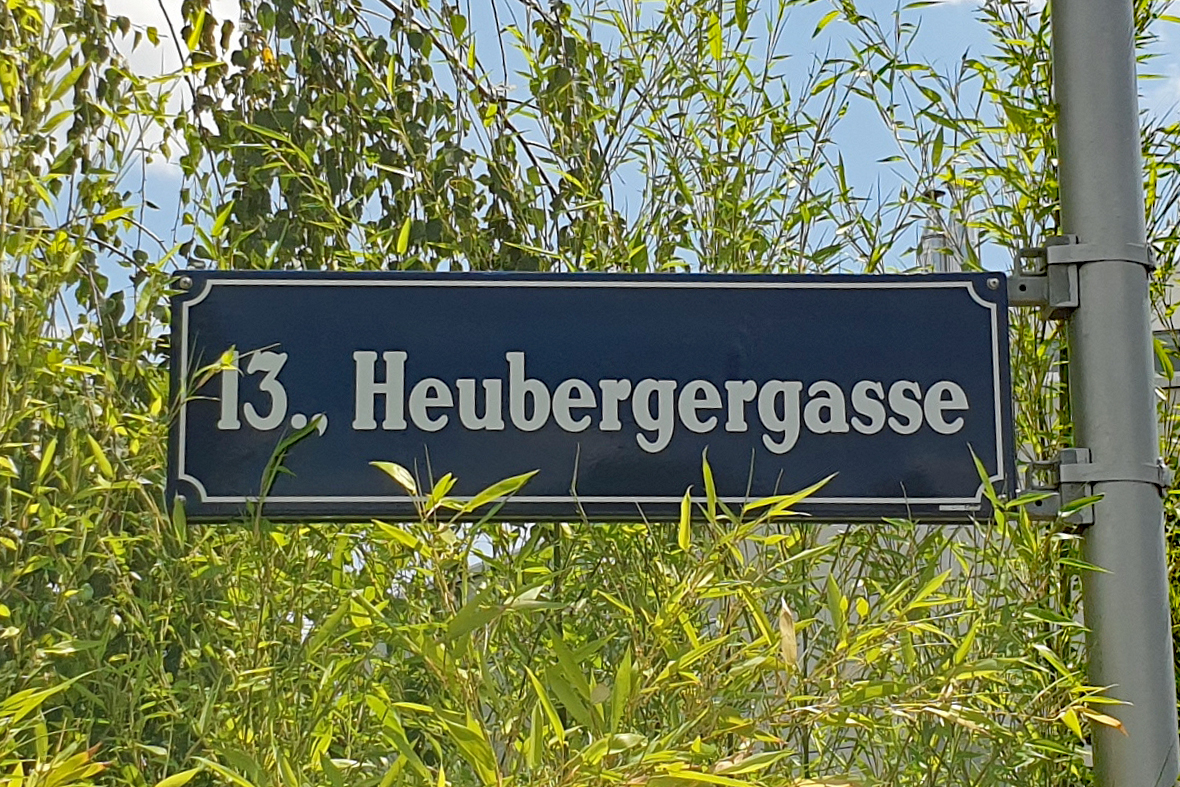
Straßenschild Heubergergasse in Wien

### Opern
- Die Abenteuer einer Neujahrsnacht (1886, Libretto von Franz Schaumann)
- Manuel Venegas (1889, Libretto von Joseph Victor Widmann)
- Mirjam oder Das Manifest, Wien, 1894.
- Barfüßele (1904, Libretto von Victor Léon nach der Erzählung von Berthold Auerbach)
- Die letzte Nacht (1 Akt komponiert 1905/06)

### Operetten
- Der Opernball (1898)
- Ihre Exzellenz (1899)
- Der Sechs-Uhr-Zug (1900)
- Das Baby (1902)
- Die drei Grazien (1906)
- Durchlaucht Seitensprung oder Der Fürst von Düsterstein (1909)
- Don Quixote (1910)

### Ballette
- Die Lautenschlägerin
- Struwwelpeter

### Lieder
- Brautgesang
- Es steht eine Linde im tiefen Tal
- Feldeinwärts flog ein Vögelein

### Instrumentalwerke
- Nachtmusik für Streichorchester, op. 7; Fr. Kistner, Leipzig, 1878.
- Variationen über ein Thema von Franz Schubert, op. 11; Fr. Kistner, Leipzig, 1880.
- Ouverture zu Byron's "Kain", op. 16; Fr. Kistner, Leipzig, 1883.